# Dipsadoboa
Genre
Dipsadoboa est un genre de serpents de la famille des Colubridae.

## Répartition
Les espèces de ce genre se rencontrent en Afrique subsaharienne.

## Liste des espèces
Selon The Reptile Database (12 nov. 2011) :
- Dipsadoboa aulica (Günther, 1864)
- Dipsadoboa brevirostris (Sternfeld, 1908)
- Dipsadoboa duchesnii (Boulenger, 1901)
- Dipsadoboa flavida (Broadley & Stevens, 1971)
- Dipsadoboa kageleri (Uthmöller, 1939)
- Dipsadoboa montisilva Branch, Conradie & Tolley, 2019
- Dipsadoboa shrevei (Loveridge, 1932)
- Dipsadoboa underwoodi Rasmussen, 1993
- Dipsadoboa unicolor Günther, 1858
- Dipsadoboa viridis (Peters, 1869)
- Dipsadoboa weileri (Lindholm, 1905)
- Dipsadoboa werneri (Boulenger, 1897)

## Publication originale
- Günther, 1858 : Catalogue of Colubrine Snakes in the Collection of the British Museum, London, p. 1-281 (texte intégral).